# Punta Gauthier
Punta Gauthier si trova all'estremità settentrionale dell'isola Doumer nell'arcipelago di Palmer. Fu scoperta dalla prima spedizione francese in Antartide (1903–1905) guidata da Jean-Baptiste Charcot che gli diede questo nome in onore di François Gauthier, costruttore delle navi da spedizione Français e Pourquoi-Pas.